# Második triumvirátus
A második triumvirátus Caius Octavianus (a későbbi Augustus császár), Marcus Aemilius Lepidus és Marcus Antonius politikai szövetsége volt, amit Kr. e. 43. november 26-án kötöttek meg.

## Előzmények
Kr. e. 44-ben Julius Caesart meggyilkolták a Cnaeus Pompeius Magnus egykori híveihez kötődő köztársaságpárti összeesküvők (vezetőik Cassius és Brutus voltak). A senatus azonban nem restaurálhatta a köztársaságot anélkül, hogy a gyülekező hajdani veteránok és a Caesar-pártiak ellenállásával megküzdött volna. Először a magister equitum, Marcus Aemilius Lepidus követelte a gyilkosok megbüntetését, azonban a kezdeményező szerep hamarosan átcsúszott az egyik consul, Marcus Antonius kezébe. Ő hajlandó volt kiegyezni a köztársaságpártiakkal: a bűnösöket nem sújtották büntetéssel, és Caesar intézkedései érvényben maradtak.
Antonius visszatartotta a Caesar végrendeletében a plebs közötti kiosztásra kijelölt összegeket, amit a Caesar-párt új vezetője, az épeiroszi tanulmányútról hazatérő, alig 19 éves Caius Octavius, Caesar dédunokaöccse ügyesen kihasznált ellene. Végül mind Lepidus, mind Antonius jobbnak látta a kijelölt provinciáikba távozni. A köztársaság ellenségének kikiáltott Antoniust azonban a Kr. e. 43-as mutinai háború során megakadályozták Gallia Cisalpina átvételében, így Lepidushoz kellett menekülnie. A senatus ekkor olyan túlzásokra ragadtatta magát köztársaságpárti irányba, amit a magának consulságot kikövetelő Octavianus nem tűrhetett, lévén Caesar-párti.

## A triumvirátus
Kr. e. 43 novemberében aztán Lepidus, Antonius és Octavianus megegyezett, amit senatusi felhatalmazás is megpecsételt. Ez volt az első és egyetlen hivatalos triumvirátus. A határozat alapján „tresviri rei publicae constituendae” felosztotta egymás között a birodalom ellenőrzésük alatt álló nyugati felét (Lepidus Hispaniát és Gallia Narbonensist, Antonius Gallia Cisalpinát és Transalpinát, Octavianus pedig Italiát, a szigeteket és az afrikai tartományokat kapta meg) és 5-5 évre rendkívüli teljhatalmat kaptak. Ezt ők először proscriptiók útján történő pénzszerzésre használták, amiből elég erőt gyűjtöttek a már majdnem két éve készülődő köztársaságiak ellen. Kr. e. 42-ben legyőzték Brutusékat a philippi csatában, majd a hadműveletekben részt vevő Octavianus és Antonius újraosztotta a birodalmat. A consulként Italiában maradó Lepidust megfosztották hatalmától arra hivatkozva, hogy összejátszott Sextus Pompeiusszal, ám az ártatlanság vélelme miatt fenntartották számára az afrikai tartományokat. Már ekkor recsegni kezdett a triumvirátus: Lepidus alávetett szerepbe került, Antonius felesége, Fulvia Antonia és fivére, Lucius Antonius felkeltek Octavianus ellen (lásd: perusiai háború). Ekkor azonban még helyreállt a béke Antonius és Octavianus között.
- Születési nevén Caius Octavius, a későbbi Augustus császár portréja pénzérmén
- Antonius és Octavianus
- Lepidus és Octavianus

A triumvirátus végét ezúttal is a leggyengébb tag kiesése okozta. Kr. e. 37-ben a megújított triumvirátusban még szerepelt Lepidus, de már teljes mértékben hatalom nélkül. Afrikából kiindulva Kr. e. 36-ban még megpróbálta átvenni a hatalmat Octavianus Szicíliát meghódító katonasága felett, ám ehhez nem volt elég karizmatikus. Végül könyörögnie kellett ellenfele lábai előtt az életéért, amit az nagy kegyesen meghagyott, de Lepidus már névleges hatalmát is elvesztette. A triumvirátus felbomlott, és a principatus kialakulását követően soha többé nem jött létre új hármas szövetség.